# Menthonnex-en-Bornes
 Menthonnex-en-Bornes  es una población y comuna francesa, en la región de Ródano-Alpes, departamento de Alta Saboya, en el distrito de Saint-Julien-en-Genevois y cantón de Cruseilles.

## Demografía
| 367 | 262 | 270 | 313 | 419 | 610 |
| Para los censos de 1962 a 1999 la población legal corresponde a la población sin duplicidades (Fuente: INSEE [Consultar]) |     |     |     |     |     |